# Johann Christian Jahn
Johann Christian Jahn (* 15. Januar 1797 in Stolzenhain an der Röder bei Elsterwerda; † 19. September 1846 in Leipzig) war ein deutscher Altphilologe und Pädagoge.

## Leben
Johann Christian Jahn wurde 1797 als Sohn eines Bauern in Stolzenhain geboren. Er bildete sich in der Königlich Sächsischen Fürsten- und Landesschule Sankt Afra in Meissen. Danach studierte er Philologie an der Universität Leipzig und promovierte sich zum Dr. phil.
1821 wurde er Collaborator an der Thomasschule und 1823 wurde er Adjunkt am St. Augustin Grimma. Der Verleger Benedikt Gotthelf Teubner betreute ihn 1825 mit der Redaktion seiner Ausgaben der Werke der Autoren der klassischen Antike, Vorläufer der Bibliotheca Teubneriana.
Von 1826 bis 1829 war Jahn Privatdozent an der Leipziger Universität. 1828 wurde er wieder Kollaborator an der Thomasschule. 1835 wurde er Konrektor. Er starb 1846 in Leipzig.
Jahn war Herausgeber der Jahrbücher für Philologie und Paedagogik.
Seine Tochter war die Schriftstellerin Anna Schimpff-Jahn.